# مورغان سباركس
مورغان سباركس (بالإنجليزية: Morgan Sparks)‏ هو كيميائي أمريكي، ولد في 6 يوليو 1916 في باغوسا سبرينغز في الولايات المتحدة، وتوفي في 3 مايو 2008 في فوليرتون في الولايات المتحدة.